# District de Tumby Bay
Le district de Tumby Bay (District of Tumby Bay) est une zone d'administration locale située à l'est de la péninsule d'Eyre en Australie-Méridionale en Australie. 
Son économie repose sur l'agriculture et la pêche, accessoirement sur le tourisme.
Les principales localités du district sont Tumby Bay, Port Neill, Lipson, Ungarra.
Les autres sont : Brooker, Butler, Butler Tanks, Carrow, Cockaleechie, Dixson, Hutchison, Koppio, Lipson Cove, Moody, Moreenia, Mount Hill, Nicholls,  Redcliffs, Stokes, Thuruna, Trinity Haven, Uranno, Waratta Vale, Yallunda Flat et Yaranyacka.  